# Běstovice
Běstovice är en ort i Tjeckien.   Den ligger i regionen Pardubice, i den centrala delen av landet, 130 km öster om huvudstaden Prag. Běstovice ligger 286 meter över havet och antalet invånare är 402.
Terrängen runt Běstovice är platt åt sydväst, men åt nordost är den kuperad. Runt Běstovice är det ganska tätbefolkat, med 54 invånare per kvadratkilometer. Närmaste större samhälle är Choceň, 2,2 km söder om Běstovice. Omgivningarna runt Běstovice är en mosaik av jordbruksmark och naturlig växtlighet.